# 約翰·拜艾茲
約翰·卡洛斯·拜艾茲（英語：John Carlos Baez，/ˈbaɪ.ɛz/，1961年6月12日—）為美國數學物理學家，任教於加州大學河濱分校數學系。
其以研究迴圈量子重力理論中自旋泡沫著名。近期研究與物理及其他領域相關的高維範疇論。
對科學愛好者來說，他另一項知名之處為網上不定期發表的非正式日誌——《本週數學物理發現》（This Week's Finds in Mathematical Physics），約從1993年開始，最初是在Usenet社群的簡單專欄；現在的新格式則在網誌「Azimuth」。此外，拜艾茲也以瘋狂指數（Crackpot index）的作者為名。

## 生平
拜艾茲出生於美國加州舊金山。大學部於普林斯頓大學就讀，於1982年取得數學學士學位。1986年於麻省理工學院取得博士學位，指導教授為爾文·席格。
在耶魯大學做完博士後研究後，1989年他開始於加州大學河濱分校數學系任教。2010年至2012年期間，他向原職請休，暫赴新加坡的量子技術中心（Centre for Quantum Technologies）任職，此後亦於暑假期間至此單位工作。

## 家族
約翰·拜艾茲與Lisa Raphals結褵，其妻是加州大學河濱分校的中文與比較文學系的教授。
知名鄉村民謠歌手是他的表親。

## 外部連結
- （英文）約翰·拜艾茲的主頁 （页面存档备份，存于），加州大學河濱分校數學系
- （英文）《本週數學物理發現》 （页面存档备份，存于），加州大學河濱分校數學系
- （英文）Azimuth網誌 （页面存档备份，存于）
- （英文）The n-Category Café （页面存档备份，存于）
- （英文）nLab （页面存档备份，存于）, a wiki-lab for collaborative original research in mathematics, physics, and philosophy; see also nLab
- 約翰·拜艾茲在數學譜系計畫的資料。

### 短文
- （英文）"Should I be thinking about quantum gravity?"，發表於The World Question Center